# Roland SP-404
El Roland SP-404  Sampling Workstation es un sampler descontinuado fabricado por Roland Corporation. Lanzado en 2005, es parte de la familia SP y sucesor de Boss Corporation de  SP-505. El Sampler fue reemplazado por el SP-555 en 2008, pero luego se le dio su propia actualización como el  'Roland SP-404SX Linear Wave Sampler'  en 2009. Otra actualización, el  'Roland SP-404A Linear Wave Sampler'  se lanzó en 2017.

## Características
SP Lineage. 
La siguiente lista es un orden correcto del lanzamiento de cada modelo, para intentar ayudar a los músicos a evitar confusiones.
- Boss SP-202 (1998)
- Roland SP-808 GrooveSampler (1998)
- Roland SP-808EX E-Mix Studio (2000)
- Boss SP-303 (2001)
- Boss SP-505 (2002)
- Roland SP-606 (2004)
- Roland SP-404 Sampling Workstation (2005)
- Roland SP-555 (2008)
- Roland SP-404SX Linear Wave Sampler (2009)
- Roland SP-404A Linear Wave Sampler (2017)

Con las características tradicionales de los Groovebox de Roland, el 404 tiene la capacidad de grabar audio directamente a través de line/mic, o import/export archivos WAV y AIF a través de una tarjeta CompactFlash. Un secuenciador de patrones integrado permite grabar hasta 8.000 notas en tiempo real. Los datos de patrones se pueden cuantificar y se pueden almacenar hasta 24 patrones, cada uno de 1 a 99 compases de longitud, en la memoria interna. Con una tarjeta CompactFlash de 1 GB, los tiempos de muestreo pueden ser de aproximadamente 772 minutos en modo Lo-Fi o de hasta 386 minutos en modo estándar. Sin embargo, el 404 (junto con sus propias actualizaciones) carece de la función D-Beam de las entregas anteriores SP-808 y SP-606. Aunque el primer banco viene con muestras predeterminadas que están protegidas, estas muestras se pueden eliminar manteniendo pulsado "cancelar" mientras lo enciende. Esto le permite eliminar las muestras del banco protegido.

## En la cultura popular
Varios músicos han utilizado el SP-303 y / o el SP-404 como parte de su producción e interpretación.
Estos incluyen Jel, Odd Nosdam,  Alias, J Dilla, Madlib,  Joji, MF Doom, Jneiro Jarel,  Milo, Flying Lotus,  James Blake, Samiyam, Ras G, Teebs,  Grimes, Pictureplane, Four Tet,  Beck Hansen, Bradford Cox de Deerhunter y Atlas Sound, Radiohead, Animal Collective,  Spindrift, Toro y Moi,  Broadcast, John Maus, Ellie Goulding, El Guincho, Illmind, Dibia $ e,  Jack Medleys Secure Men, Jim James de My Morning Jacket, Oneohtr ix Point Never (Daniel Lopatin), George Clanton, Matt Mondanile de  Ducktails, Devo, Mad Professor, 100 Options,  NOCASINO, y muchos otros.
Jan Linton fue contratado por Roland en 2005 para producir una tarjeta de sonido europea promocional para el SP404.